# Burns Verkaufen der Kraftwerk
"Burns Verkaufen der Kraftwerk" är avsnitt 11 från säsong tre av Simpsons. Avsnittet sändes på Fox i USA den 5 december 1991. I avsnittet får Mr. Burns nya intressen och beslutar därför att sälja sitt kraftverk till två tyska investerare för 100 miljoner dollar. Säkerhetsinspektören Homer sparkas av tyskarna på grund av sin inkompetens. Senare inser Mr. Burns att han har förlorat all sin respekt eftersom han inte längre kan styra någon.
Avsnittet fick en Nielsen rating på 12,6 och rankades 38 i slutet av veckan. Avsnittet fick generellt positiva recensioner från kritiker och hyllades för flera scener, särskilt "Land of Chocolate", en sekvens där Homer dansar runt i ett imaginärt land helt gjort av choklad.

## Handling
En kväll berättar Mr. Burns för sin assistent Waylon Smithers att han överväger att sälja Springfields kärnkraftverk för att kunna ägna sig åt andra intressen. Samtidigt kommer obekräftade men övertygande rykten om att kraftverkets aktiekapital har stigit för första gången på tio år. Homer som äger 100 aktier (även de andra anställda har fått aktier från Mr. Burns) i bolaget säljer dem för 25 cent styck till en skum aktiemäklare. Totalt blev det 25 dollar som han spenderade på en dyr och lyxig öl hos Moe's. Strax efter försäljningen får han veta att värdet på bolaget har stigit upp till 52 dollar per aktie. Medan Homer går miste på 5200 dollar, tjänar de andra anställda små förmögenheter. De kommer nästa morgon till jobbet med splitternya bilar, medan Homer kommer med sin vanliga bil. De två tyska affärsmännen Hans och Fritz får veta att kraftverket kan vara till salu. De erbjuder Burns 100 miljoner dollar som han genast accepterar. Burns lämnar anläggningen och går på nya äventyr, medan Smithers fortsätter att arbeta där.
De nya tyska ägarna börjar omedelbart en grundlig utvärdering av anläggningen och dess anställda. De kommer fram till att alla anställda gör ett bra arbete, förutom Homer. De tycker att han har en slapp arbetsmoral som säkerhetsinspektör. När de intervjuar Homer är han oförmögen att på ett intelligent sätt svara och börjar istället att drömma om fantasilandet "The Land of Chocolate". Ägarna meddelar strax efter intervjun att Homer är den enda anställde som får sparken. En deprimerad Homer slappar runt hemma och insisterar på att han är en kompetent och säkerhetsinriktad arbetare, medan resten av familjen gör budgetnedskärningar tills Homer ska hitta ett nytt jobb. Burns och Smithers går till Moe's för att ta en drink. Där träffar de Homer som är berusad. Homer börjar kritisera Burns. Han säger bland annat att Burns är girig och att ingen älskar honom. De andra i baren håller med Homer och börjar håna Burns. Till slut sjunger alla Na Na Hey Hey Kiss Him Goodbye medan Burns och Smiterhs lämnar baren. Burns inser att hans tidigare anställda inte längre fruktar honom och drar slutsatsen att hans ägande av kraftverket gav honom makt över vanliga människor. Därför beslutar Burns sig för att köpa tillbaka anläggningen.
Under tiden upptäcker de tyska investerarna att anläggningen är i dålig skick och i behov av stora reparationer. De beslutar att sälja den innan värdet sjunker. Burns noterar deras desperation att sälja, och erbjuder dem 50 miljoner dollar. Motvilligt accepterar de hälften av vad de betalade honom. När Burns är tillbaka blir Homer återanställd. Burns säger sedan till Smithers "Jag håller mina vänner nära och mina fiender närmare" och lovar att slå tillbaka på Homer någon gång som hämnd för det som hände hos Moe's. Avsnittet slutar med att Homer jublar med sin familj över att han fick tillbaka jobbet.

## Produktion
Avsnittet skrevs av Jon Vitti och regisserades av Mark Kirkland. Det finns flera tyska anspelningar, bland annat till John F. Kennedys tal "Ich bin ein Berliner", fast istället är det borgmästaren Joe Quimby som säger "Ich bin ein Springfielder". I början ville författarna att kraftverket skulle säljas till japanska investerare, men tyckte att det hade blivit en alltför stor kliché. Därför ändrades det till tyska investerare. Allt annat blev som planerat. Titeln som är på tyska är "Burns Verkaufen der Kraftwerk" och är egentligen felstavad. Grammatiskt korrekt heter det Burns verkauft das Kraftwerk (Burns säljer kraftverket). Författarna och animatörerna baserade en av de två tyska köparna på den tyska karaktären Sergeant Schultz från Hogans hjältar.

### The Land of Chocolate
I den ursprungliga manuset var "Land of Chocolate" en borttagen sekvens, men den kom med ändå. Det är när Homer klagar inför de nya tyska cheferna att godisautomaten inte fungerar, som en av dem svarar med följande "Vi förstår Homer, vi kommer ju trots allt från chokladlandet". Exekutiv producenten Sam Simon var den som föreslog att de faktiskt skulle göra en sekvens där Homer drömmer att han vandrar iväg i ett imaginärt land gjort av choklad. Sekvensen blev en storyboard av animatören Kevin O'Brien som egentligen ritade det som en parodi på Sound of Music, men den övervakande regissören David Silverman föreslog att det skulle vara originellt.

## Mottagande
När Fox sände avsnittet erhöll det 12,6 Nielsen rating och sågs av ca 11,6 miljoner hushåll. Det slutade på 38:e plats i slutet av veckan (2-8 december 1991), en minskning från säsongens genomsnittliga rank av 37. Den slutade tvåa bakom The Cosby Show, som kom in på 11:e med en rating på 16,8.
Sen det sändes har "Burns Verkaufen der Kraftwerk" fått allmänt positiva recensioner. Författarna till boken I Can't Believe It's a Bigger and Better Updated Unofficial Simpsons Guide, Warren Martyn och Adrian Wood, hyllade avsnittet. De tyckte särskilt om när Homer var i "The Land of Chocolate" och Smithers samtal med Mr. Burns med hjälp av strumpdockan "Mr. Snappy", alligatorn. Det är mycket tack vare den lilla scenen med chokladlandet som gjort att detta avsnitt har fått så god kritik.